# Ian Carr
Ian Carr (Dumfries, 21 aprile 1933 – Londra, 25 febbraio 2009) è stato un trombettista e compositore scozzese.
Presente sulla scena musicale jazz per mezzo secolo, nella sua carriera si cimentò con successo anche al flicorno e alle tastiere.

## Biografia

### La formazione
Ian Carr ebbe modo negli anni adolescenziali di venire a contatto con la musica attraverso il fratello Mike, pianista e compositore. A diciassette anni si accostò alla tromba e imparò a suonarla da autodidatta. Assieme alla passione per la musica coltivò anche lo studio della letteratura, frequentando nei primi anni cinquanta il King's College di Newcastle-upon-Tyne, dove nel 1956 conseguì la laurea in letteratura inglese.
Dopo il servizio militare, nei primissimi anni sessanta si formò musicalmente suonando a Newcastle nel gruppo EmCee Five assieme al fratello Mike, a John McLaughlin e a Malcom Cecil (che successivamente avrebbe lavorato con Jim Hall e Stevie Wonder).

### La carriera
Dopo le prime esperienze, Ian Carr si trasferì a Londra dove conobbe il sassofonista Don Rendell iniziando col musicista un sodalizio artistico che durò fino al 1969. Il gruppo denominato Rendell-Carr Quintet – in cui suonavano anche il pianista Michael Garrick, il bassista Dave Green e il percussionista Trevor Tomkins – in sei anni partecipò a festival nazionali e internazionali di jazz  incidendo cinque album.
Due mesi dopo avere concluso l'esperienza con Rendell, Carr costituì i Nucleus, primo esperimento di contaminazione del jazz col rock e di utilizzo di strumentazione elettronica. L'anno successivo, il 1970, vide il gruppo prendere parte al Festival di Montreux e vincere il primo premio; la formazione si esibì anche in altre sedi prestigiose come il Festival di Newport e il Village Gate di New York. Durante quegli anni, Carr ebbe modo di suonare e incidere con artisti di calibro fra i quali John Stevens, Mike Westbrook e John McLaughlin. Partecipò tra gli altri al progetto Centipede, un'ampia formazione guidata dal pianista Keith Tippett che riuniva molti dei più rilevanti esponenti della scena jazz e progressive inglese di quegli anni – Mark Charig, Ian MacDonald, Robert Wyatt, Nick Evans, Karl Jenkins, Julie Driscoll, per citare i nomi più conosciuti. Coi Centipede, Carr incise nel giugno del 1971 Septober Energy, un doppio album prodotto da Robert Fripp.
Divenuto popolare nella scena musicale inglese sia come sideman che come leader dei Nucleus, durante gli anni settanta si dedicò alle tournée in Europa assieme ai Nucleus portando la sua composizione Labyrinth, e nel decennio seguente effettuò con il gruppo altri tour che lo condussero fino in America Latina.

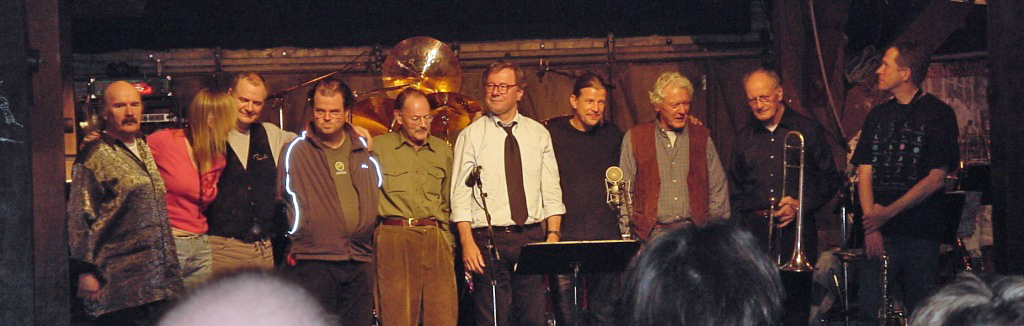
Il United Jazz and Rock Ensemble nella formazione del tour di addio (da sinistra Wolfgang Dauner, Barbara Thompson, Jon Hiseman, Dave King, Ian Carr, Volker Kriegel, Rüdiger Baldauf, Ack van Rooyen, Albert Mangelsdorff, Christof Lauer)

Parallelamente all'esperienza coi Nucleus, nel 1975 Ian Carr divenne membro del United Jazz and Rock Ensemble, partecipando a un lungo tour in occasione del ventesimo anniversario della formazione. Insieme ad altre collaborazioni e a composizioni fra cui spicca Northumberland Sketches del 1986, anche grazie alla formazione accademica il trombettista britannico dal 1981 diresse inoltre dei laboratori musicali nel nord di Londra che si rivelarono una fucina per una generazione di strumentisti jazz di prim'ordine, e sempre nel campo della formazione nel 1982 insegnò improvvisazione e composizione in qualità di professore associato presso la Guildhall School of Music and Drama.
Negli anni novanta il musicista inglese formò lo Ian Carr Group, radunando il sassofonista Phil Todd, il chitarrista Mark Wood, il bassista Dill Katz e il batterista John Marshall, e incise in duo con il pianista John Taylor alcuni pezzi che si ispiravano alle opere di Shakespeare. Alla fine del decennio Carr ricostituì i Nucleus e col gruppo si esibì in concerto a cui seguirono le registrazioni. A seguire, si riunì al United Jazz and Rock Ensemble per dei concerti e delle incisioni in Germania.
Oltre a ricoprire il ruolo di strumentista, dimostrando grande versatilità Ian Carr si dedicò anche all'attività di giornalista – in qualità di commentatore per il BBC Music Magazine – e di scrittore: sue sono due notevoli biografie, una su Miles Davis e un'altra su Keith Jarrett.

## Discografia

### EmCee Five
- 1961 – Let's Take Five
- 1962 – Bebop from the East Coast

### Rendell-Carr Quintet
- 1964 – Shades of Blue
- 1965 – Live in London
- 1966 – Dusk Fire
- 1968 – Live from the Antibes Jazz Festival
- 1968 – Phase III
- 1969 – Change Is
- 1969 – Live

### Nucleus
- 1970 – Elastic Rock
- 1971 – We'll Talk about It Later
- 1971 – Solar Plexus
- 1972 – Belladonna
- 1973 – Labyrinth
- 1973 – Roots
- 1974 – Under the Sun
- 1975 – Snakehips Etcetera
- 1975 – Alleycat
- 1976 – Direct Hits
- 1977 – In Flagrante Delicto
- 1979 – Out of the Long Dark
- 1980 – Awakening
- 1985 – Live at the Theaterhaus
- 2003 – Live in Bremen
- 2003 – The Pretty Redhead
- 2006 – Hemispheres
- 2006 – UK Tour ‘76

### Centipede
- 1971 – Septober Energy

### Con Don Rendell
- 2001 – Reunion